# Барциц, Олег Мсасович
Олег Мсасович Барциц ( род. 7 января 1967, Гудаута) — абхазский политолог, министр иностранных дел Абхазии (с 2025).

## Биография
Окончил отделение политологии философского факультета Московского государственного университета им. Ломоносова и Дипломатическую академию МИД России.
C 2010 по 2024 год занимал должность руководителя Торгового представительства Республики Абхазия в Российской Федерации, а также являлся председателем Попечительского совета международного культурно-делового центра РА. Также входит в состав высшего Совета Всемирного абхазо-абазинского конгресса (ВААК) и Дипломатического клуба МИД России.
18 апреля 2025 года назначен министром иностранных дел Республики Абхазии.